# Stadion Szkolar we Lwowie
Stadion Szkolar (ukr. Стадіон Школяр) – stadion piłkarski we Lwowie, na Ukrainie. Został otwarty 6 września 1924 roku. Może pomieścić 300 widzów. Przed II wojną światową swoje spotkania rozgrywali na nim piłkarze klubu Lechia Lwów.
Piłkarze Lechii Lwów, najstarszego polskiego klubu piłkarskiego, przed przeprowadzką na nowy obiekt występowali na stadionie Sokoła. Klub szukał jednak nowego stadionu, na którym mógłby rozgrywać swoje spotkania. Wybór padł na skromne boisko 40 pp położone przy cmentarzu Łyczakowskim. Lechia doszła do porozumienia z władzami wojskowymi i wspólnie z żołnierzami przekształciła boisko w nowy stadion. Uroczysta inauguracja miała miejsce 6 września 1924 roku. Na otwarcie odbyły się m.in. zawody lekkoatletyczne oraz mecz piłkarzy Lechii z 40 pp (4:1). Tego samego dnia odbyło się również wręczenie 40 pp chorągwi pułkowej, ufundowanej przez mieszkańców Lwowa. Pod koniec lat 20. XX wieku miasto przyznało Lechii tereny w dzielnicy Bogdanówka, ale ostatecznie decyzję tę zmieniono i ziemię otrzymał Robotniczy Klub Sportowy, który wybudował tam swój obiekt (obecnie stadion Silmasz), a Lechia pozostała na boisku 40 pp. Zimą na stadionie organizowano lodowisko do hokeja. W 1930 roku Lechia awansowała do rozgrywek Ligi, najwyższego w hierarchii poziomu ligowego w kraju. W premierowym sezonie Lechia zajęła jednak ostatnie, 12. miejsce w tabeli i spadła do rozgrywek okręgowych. Lechia otrzymała później nowy teren przy ulicy Stryjskiej, ale prace nad budową nowego stadionu przerwała II wojna światowa. Wybuch wojny położył kres istnieniu klubu, a po jej zakończeniu Lwów znalazł się w granicach Związku Radzieckiego (od 1991 roku miasto znajduje się w granicach Ukrainy). W latach 80. i 90. XX wieku zmodernizowano boisko, m.in. wymieniono drenaż, wybudowano nowe trybuny i postawiono maszty oświetleniowe. Obiekt obecnie jest własnością szkoły sportowej.